# Wólka Baranowska
Wólka Baranowska [ˈvulka baraˈnɔfska] (deutsch Bieberstein) ist ein kleiner Ort in der polnischen Woiwodschaft Ermland-Masuren. Er gehört zur Gmina Mrągowo (Landgemeinde Sensburg) im Powiat Mrągowski (Kreis Sensburg).

## Geographische Lage
Wólka Baranowska liegt westlich des Probergsees (polnisch Jezioro Probarskie) in der südlichen Mitte der Woiwodschaft Ermland-Masuren, sieben Kilometer südöstlich der Kreisstadt Mrągowo (deutsch Sensburg).

## Geschichte
Das kleine Dorf Bieberstein wurde am 22. März 1838 als Vorwerk zu Baranowen (1938 bis 1945 Hoverbeck, polnisch Baranowo) gegründet und war ab 1871 ein Gutsdorf. Als solches kam es 1874 zum Amtsbezirk Proberg (polnisch Nowy Probark), der bis 1945 bestand und zum Kreis Sensburg im Regierungsbezirk Gumbinnen (ab 1905: Regierungsbezirk Allenstein) in der preußischen Provinz Ostpreußen gehörte. 47 Einwohner zählte der Gutsbezirk Bieberstein im Jahre 1910.
Aufgrund der Bestimmungen des Versailler Vertrags stimmte die Bevölkerung in den Volksabstimmungen in Ost- und Westpreussen am 11. Juli 1920 über die weitere staatliche Zugehörigkeit zu Ostpreußen (und damit zu Deutschland) oder den Anschluss an Polen ab. In Bieberstein stimmten 20 Einwohner für den Verbleib bei Ostpreußen, auf Polen entfielen keine Stimmen.
Am 30. September 1928 gab Bieberstein seine Eigenständigkeit auf und wurde in die Nachbargemeinde Wiersbau (1938 bis 1945 Lockwinnen, polnisch Wierzbowo) eingegliedert.
In Kriegsfolge kam Bieberstein 1945 mit dem gesamten südlichen Ostpreußen zu Polen und erhielt die polnische Namensform „Wólka Baranowska“. Heute ist es eine Ortschaft innerhalb der Gmina Mrągowo (Landgemeinde Sensburg) im Powiat Mrągowski (Kreis Sensburg), bis 1998 der Woiwodschaft Olsztyn (Allenstein), seither der Woiwodschaft Ermland-Masuren zugeordnet.

## Religion

### Evangelische Kirche
Bieberstein war bis 1945 in das evangelische Kirchspiel Sensburg-Land in der Kirchenprovinz Ostpreußen der Kirche der Altpreußischen Union eingegliedert. Auch heute besteht die Verbindung von Wólka Baranowska zu dem jetzt St.-Trinitatis-Kirche genannten Gotteshaus in Mrągowo, das jetzt zur Diözese Masuren der Evangelisch-Augsburgischen Kirche in Polen gehört.

### Katholische Kirche
Die St.-Adalbert-Kirche in Sensburg war bis 1945 die katholische Pfarrkirche für Bieberstein und gehörte zum damaligen Bistum Ermland. Heute ist Wólka Baranowska nach Kosewo (Kossewen, 1938 bis 1945 Rechenberg) mit der Filialgemeinde Jakubowo (Jakobsdorf) eingepfarrt. Die Pfarrgemeinde gehört zum jetzigen Bistum Ełk in der polnischen katholischen Kirche.

## Verkehr
Wólka Baranowska liegt abseits vom großen Straßenverkehr und ist auf Nebenstraßen zu erreichen. Es besteht die direkte Straßenverbindung nach Wierzbowo (Wiersbau, 1938 bis 1945 Lockwinnen) sowie nach Jakubowo (Jakobsdorf), das bereits zur benachbarten Gmina Piecki (Peitschendorf) gehört. Eine Anbindung an das Eisenbahnnetz besteht nicht.